# Carl Rotermund
Carl Rotermund (* 16. August 1889 in Bremen; † 6. Dezember 1976 in Bremen) war ein deutscher Architekt und Hochschullehrer.

## Biografie
Rotermund studierte von 1906 bis 1912 Architektur an der Technischen Hochschule München, der Technischen Hochschule Darmstadt, der Technischen Hochschule Karlsruhe und der Technischen Hochschule Danzig. Als Kriegsfreiwilliger nahm er am Ersten Weltkrieg teil.
Er war nach dem Krieg von 1922 bis 1928 beim Stadtplanungsamt Bremen und danach als freischaffender Architekt in Bremen tätig. Er wirkte zudem als Dozent am Technikum Bremen. 1922 wurde er Sieger eines Architekturwettbewerbes für das Postamt Bremen 5; durchgeführt wurde dann aber ab 1923 der zweitplatzierte Entwurf von Rudolf Jacobs.
Nach seinen Plänen entstand von 1926 bis 1927/1928 das erhaltene Druck- und Verlagsgebäude des Schünemann Verlags, Schlachte 10 / Zweite Schlachtpforte 7 / Martinistraße 28, in dem die Bremer Nachrichten hergestellt wurden. Das Gebäude im konservativen Stil der 1920er Jahre wurde um 1952 (oder 1955) umgebaut und steht unter Denkmalschutz.
Sein Entwurf für eine Stadthalle in Bremen von 1928 wurde nach dem Zweiten Weltkrieg – da nicht mehr zeitgemäß – nicht realisiert. Für die Schnelldampfer Bremen und Europa wirkte er um 1928/1930 bei der Inneneinrichtung einiger repräsentativer Räume mit. Er war entwerfend für die Brückenbaufirma Eilers tätig, u. a. für die alte
Kaiserbrücke in Bremen und eine Rheinbrücke bei Speyer. Ende 1932 übernahm er mit dem Titel Professor die Leitung der Kunstgewerbeschule Hildesheim, die er bis 1952 führte.
1951/1952 plante Rotermund mit Carsten Schröck das Ilsabeenstift in Bremen-St. Magnus. Als „Hausarchitekt“ wirkte er ab 1952 für den Schünemann-Verlag. Sein preisgekrönter Schulbauentwurf Schultyp Bremen-Huchting wurde als Schule am Willakedamm 1959 realisiert (um 2006 als Schule aufgegeben). Eine weitere Schule an der Wilhelm-Leuschner-Straße in der Vahr folgte 1965. Zusammen mit seinem Schwiegersohn Walter Sommer, Stadtbaurat in Remscheid von 1947 bis 1959, führte er ab 1959 ein gemeinsames Architekturbüro. Beide planten zusammen mit dem Architekten Rolf Störmer das Verwaltungsgebäude der Gothaer Versicherung an der Bremer Contrescarpe, Ecke Rembertistraße. Als Wettbewerbssieger planten sie 1969/1970 das Hallenbad Süd in Bremen-Neustadt in den Grünanlagen der Neustadtswallanlagen. Durch sein markantes Dach mit den zwei stählernen Pylonen ist dieser Bau ein Wahrzeichen der Neustadt geworden.  Teilweise basierend auf Wettbewerbserfolgen wurden die Rathäuser in Lingen und Großenkneten sowie Schulzentren in Syke und Ahlhorn gebaut.
Rotermund war Vater dreier Töchter, die sämtlich Architektur studierten und in dem Fach promoviert wurden.